# Apanteles rudolphae
Apanteles rudolphae är en stekelart som beskrevs av Kotenko 1986. Apanteles rudolphae ingår i släktet Apanteles och familjen bracksteklar. Inga underarter finns listade i Catalogue of Life.